# Zweedse strijdkrachten
De Zweedse Strijdkrachten (Zweeds: Försvarsmakten) is de krijgsmacht van Zweden. De krijgsmacht is verantwoordelijk voor de verdediging van Zweden, maar helpt ook mee om vrede te bewaren wereldwijd en verleent humanitaire hulp. De Zweedse strijdkrachten bestaan uit de volgende vier onderdelen
- Landmacht (Svenska armén)
- Marine (Svenska marinen)
- Luchtmacht (Svenska flygvapnet)
- Reserveleger (Hemvärnet – Nationella skyddsstyrkorna)

De strijdkrachten staan onder het commando van de Opperbevelhebber. De Zweedse strijdkrachten bestaat uit 16.000 actief legerpersoneel en 22.000 paramilitairen. Als er een oorlog uitbreekt waarbij Zweden betrokken is, kunnen er 4.139.439 burgers opgeroepen worden voor de strijdkrachten.
Per 30 april 2022 zijn er 260 soldaten van het Zweedse leger aanwezig bij internationale operaties, waaronder in Mali, Somalië en Jemen. Naast deze missies en de handhaving van de Libische no-flyzone in 2011, is Zweden sinds de Zweeds-Noorse Oorlog in 1814 niet meer betrokken geweest in oorlogen, door het handhaven van neutraliteit.

## Geschiedenis

### Vroege jaren
Zweden is sinds de Middeleeuwen vaak betrokken geweest bij oorlogen. Meestal waren het conflicten tussen Rusland en Zweden, maar er werd ook vaak gevochten tegen Noorwegen en Denemarken. Tussen 1611 en 1721, was Zweden een van de grootste rijken in Europa en beheerste de gehele Oostzee en een grondgebied ter grootte van het huidige Zweden, Finland, delen van Noorwegen, Rusland en Etsland. Dit kwam mede door de enorme sterkte van het Zweedse leger.
Zweden vocht mee in de Vierde Coalitieoorlog tegen Napoleon en richtte de Zesde Coalitie op in 1813. In 1814 verklaarde Zweden zich, na enkele conflicten tussen Zweden een het Koninkrijk Denemarken en Noorwegen, neutraal en behield deze status tot 2009.

### Eerste Wereldoorlog
Tijdens de Eerste Wereldoorlog was Zweden neutraal, hoewel de handhaving ervan vrij lastig was. Hoewel de Zweden sympathie uitte tegenover de Duitsers, ginen ze niet aan de Duitse zijde aan de oorlog meedoen. Na de ineenstorting van het Russische Rijk, greep Zweden militair in op Åland en bezette de eilanden een tijdje. Uiteindelijk verlieten de Zweden de eilanden, na Finse protesten. Tijdens de Finse Burgeroorlog stuurde Zweden vrijwilligers om de conservatieven Finnen bij te staan.
Gedurende de hele oorlog oefende Duitsland druk uit op Denemarken en Zweden om de kanalen af te sluiten die de Noordzee met de Oostzee verbonden. Terwijl Denemarken onder de druk bezweek en zeemijnen in de Oresund legde, protesteerde Zweden tegen deze maatregel.

### Tweede Wereldoorlog
Tijdens de Tweede Wereldoorlog was Zweden wederom neutraal. Wel stond Zweden toe dat Duitse troepen Zweedse spoorlijnen mochten gebruikten om van Noorwegen naar Finland te gaan tijdens Operatie Barbarossa. Ook ontving Zweden Deense en Noorse vluchtelingen en trainde verzetstrijders. Zweden leverde in de oorlog aan zowel de Geallieerden als de Nazi's en de Zweedse marine vocht mee aan de Britse zijde. Mede door Zweedse inlichtingen kwamen de Britten erachter dat de Bismarck op weg was om konvooischepen op de Atlantische oceaan aan te vallen en kon tijdig tot zinken gebracht worden.

### Koude Oorlog
Tijdens de Koude Oorlog werd het Zweedse leger omgevormd tot een verdedigingsleger. De Zweedse luchtmacht werd een van de sterkte ter wereld en alle nieuwe gebouwen werden voorzien van schuilkelders. Gedurende deze tijd werd het nieuwe concept 'totale verdeling' ingevoerd om een mogelijke invasie van de Sovjet-Unie tegen te gaan. Dit omvatte schuilkelders in alle nieuwe gebouwen, bruggen werden voorbereid op het plaatsen van explosieven en Bas 90. Dit was een concept waarbij in staat van oorlog binnen korte tijd vliegbases geopend konden worden en waarbij jachtvliegtuigen vanaf civiele vliegvelden en snelwegen konden opereren. Ook konden er 1.000.000 mensen worden opgeroepen voor militaire dienst.
Na de Koude Oorlog werd het defensiebudget verlaagd en werden er vele eenheden gesloten of opgeheven. In bepaalde steden vonden er protesten plaats uit angst voor werkloosheid, en de overheid beloofde dit tegen te gaan door overheidsinstanties naar de steden te brengen.
In 2022 maakte Zweden bekend om toe te treden tot de NAVO, vanwege de Russische invasie van Oekraïne.

## Organisatie
De Zweedse Strijdkrachten staan onder het bevel van een opperbevelhebber (överbefälhavaren). De Opperbevelhebber rapporteert aan de minister van Defensie, die op zijn beurt weer rapporteert aan de Zweedse overheid en die rapporteren aan de Rijksdag. De huidige Opperbevelhebber is generaal Micael Bydén.
Voor de Constitutie van Zweden in 1974, stond de koning van Zweden aan het hoofd van de Strijdkrachten. De koning van Zweden draagt nog wel eretitels, maar die zijn puur voor ceremoniële gelegenheden.

## Taken
De Zweedse Strijdkrachten hebben vier hoofdtaken:
- Ervoor zorgen dat buitenlandse naties de Zweedse grenzen handhaven en niet schenden
- Het Zweedse grondgebied beschermen bij een aanval
- Humanitaire hulp verlenen bij rampen
- Troepen sturen om internationale vredesmissies bij te staan

## Dienstplicht
In 2010 beëindigde Zweden de dienstplicht. Echter, door een tekort aan soldaten werd de dienstplicht per 2017 heringevoerd en vanaf 2018 werden er ook vrouwen opgeroepen. Jaarlijks bereiken zo'n 104.836 Zweden de dienstplichtleeftijd, waarvan jaarlijks tussen de 5000 en 8000 daadwerkelijk opgeroepen worden. In 2035 moet dit aantal naar 10.000 dienstplichtigen per jaar verhoogd worden. De dienstplicht duurt 12 maanden.